# Avşa, Marmara
Avşa là một thị trấn thuộc huyện Marmara, tỉnh Balıkesir, Thổ Nhĩ Kỳ. Dân số thời điểm năm 2010 là 2.602 người.